# الرذفة (الريدة)

تعديل مصدري - تعديل

الرذفة هي إحدى قرى عزلة الريدة وقصيعر بمديرية الريدة وقصيعر التابعة لمحافظة حضرموت، بلغ تعداد سكانها 81 نسمة حسب تعداد اليمن لعام 2004.